# Mark Dindal
Mark Dindal (ur. 31 maja 1960 w Columbus) – amerykański reżyser filmów animowanych.

## Filmografia
- 1997: Koty nie tańczą
- 2000: Nowe szaty króla
- 2005: Kurczak Mały
- 2024: Garfield